# Kimmo Taavila

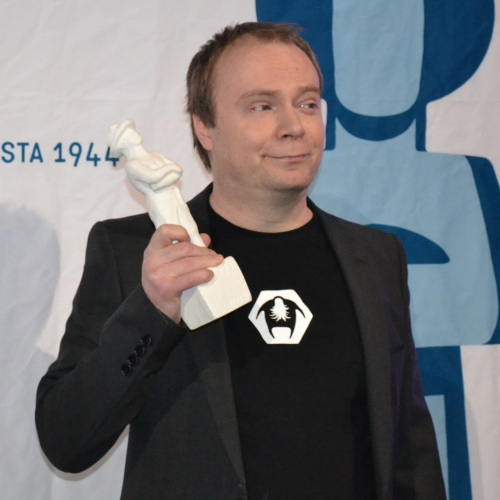
Kimmo Taavila (2011)

Kimmo Taavila (* 24. Oktober 1965) ist ein finnischer Filmeditor.

## Leben
Kimmo Taavila studierte an der Universität Helsinki. Seit Anfang der 1990er Jahre war er in über 60 Film- und Fernsehproduktionen für den Schnitt verantwortlich. Insgesamt wurde Taavila in seiner Karriere bisher acht Mal für den finnischen Filmpreis Jussi nominiert. Für seine Filme Sairaan kaunis maailma, Joki – Der Fluss, Vares – yksityisetsivä und Rare Exports – Eine Weihnachtsgeschichte wurde er dabei vier Mal für den besten Schnitt ausgezeichnet.

## Filmografie
- 1992: Der Verlorene Sohn (Tuhlaajapoika)
- 1997: Sairaan kaunis maailma
- 1999: Auge um Auge (Silmä silmästä)
- 2000: Komplizinnen aus Angst (Pelon maantiede )
- 2001: Die Müßiggänger (Joutilaat)
- 2001: Joki – Der Fluss (Joki)
- 2004: Vares – yksityisetsivä
- 2010: Rare Exports – Eine Weihnachtsgeschichte (Rare Exports)
- 2011: Der gekaufte Konsul (The Ambassador)
- 2012: Fegefeuer (Puhdistus)
- 2015: Brüder/Feinde (1944)
- 2015: Heavysaurus – Ein rockiges Steinzeit-Abenteuer (Hevisaurus-elokuva)
- 2018: Heavy Trip (Hevi reissu)